# Jåkahismuotkejaure
Jåkahismuotkejaure är en sjö i Kiruna kommun i Lappland och ingår i Skjomavassdragets huvudavrinningsområde. Sjön har en area på 0,448 kvadratkilometer och ligger 975 meter över havet.

## Delavrinningsområde
Jåkahismuotkejaure ingår i det delavrinningsområde (755280-159065) som SMHI kallar för Utloppet av Tjårvejaure. Medelhöjden är 1 128 meter över havet och ytan är 45,71 kvadratkilometer. Det finns inga avrinningsområden uppströms utan avrinningsområdet är högsta punkten. Tjårvejåkka som avvattnar avrinningsområdet har biflödesordning 2, vilket innebär att vattnet flödar genom totalt 2 vattendrag innan det når havet efter 13 kilometer. Avrinningsområdet består mestadels av öppen mark (45 procent) och kalfjäll (34 procent). Avrinningsområdet har 2,19 kvadratkilometer vattenytor vilket ger det en sjöprocent på 4,8 procent. Delavrinningsområdet täcks till 16,27 procent av glaciärer, med en yta av 7,4413 kvadratkilometer.